# Everybody's Everything (film)
Everybody's Everything è un documentario del 2019 diretto da Sebastian Jones e Ramez Silyan e incentrato sulla vita del rapper statunitense Lil Peep. Un album omonimo associato al film è stato pubblicato dalla Columbia Records il 15 novembre 2019.

## Trama
Everybody's Everything racconta la vita di Lil Peep a partire dalla sua infanzia a Long Beach, New York, la sua ascesa nella scena underground e nell'industria musicale fino alla sua morte il 15 novembre 2017 all'età di 21 anni. Il film prende il titolo da uno dei post di Peep pubblicati su Instagram il giorno prima della sua morte, che recitava: "Voglio solo essere il tutto di tutti". Il documentario è descritto come un "ritratto umanistico che cerca di capire un artista che ha cercato di essere tutto per tutti".

## Produzione
Venne prodotto da Benjamin Soley e prodotto esecutivamente da Terrence Malick, Liza Womack e Sarah Stennett.

## Distribuzione
Il film è stato presentato in anteprima mondiale al South by Southwest il 10 marzo 2019 ed è stato distribuito da Gunpowder & Sky durante la proiezione temporanea mondiale il 12 novembre, prima della sua uscita teatrale il 15 novembre 2019. Dal 4 Marzo 2020 il documentario viene reso disponibile su Netflix.